# Cyrtopodium holstii
Cyrtopodium holstii é uma espécie de planta do gênero Cyrtopodium e da família Orchidaceae.
Ocorre apenas no Brasil. Vegeta em terrenos bem
drenados, em solos arenosos ou pedregosos, ou diretamente sobre rochas, emvegetação de restinga, caatinga, floresta estacional decidual e
afloramentos rochosos. Floresce durante a estação seca, apresentando folhas
pouco desenvolvidas ou em desenvolvimento durante a antese.
Cyrtopodium holstii é similar a outras espécies
terrícolas/rupícolas com pseudobulbos longos, fusiformes, epígeos e flores maculadas como Cyrtopodium graniticum, Cyrtopodium macrobulbon e Cyrtopodium paniculatum (que não ocorrem no Brasil) e são necessários estudos adicionais a fim de estabelecer a identidade exata de cada uma dessas espécies
e as relações entre elas. Cyrtopodium holstii também é similar as espécies epífitas, tanto na
morfologia vegetativa como floral, particularmente em relação ao Cyrtopodium gigas e Cyrtopodium saintlegerianum,
mas diferencia-se pelo substrato terrícola/rupícola (versus
epífita).

## Taxonomia
A espécie foi descrita em 1993 por Lou Christian Menezes.
O seguinte sinônimo já foi catalogado:  
- Cyrtopodium inaldianum  L.C.Menezes

## Forma de vida
É uma espécie rupícola, terrícola e herbácea.

## Descrição
| Caule                                                        | Caule |
| ------------------------------------------------------------ | --- |
| pseudobulbo                                                  | epígeo/fusiforme/maior que 20 centímetros de comprimento                                                  |
| Folha                                                        | |
| desenvolvimento na antese                                    | pouco desenvolvida/em desenvolvimento                                                                     |
| indumento                                                    | completamente glabra                                                                                      |
| quando madura                                                | articulada/caduca                                                                                         |
| Inflorescência                                               | |
| tipo                                                         | paniculada                                                                                                |
| Flor                                                         | |
| tamanho                                                      | sépala maior que as pétalas                                                                               |
| sépala e pétala                                              | esverdeada a amarelada maculada de marrom avermelhado as pétala pintada somente na base e ápice           |
| sépala                                                       | elíptica                                                                                                  |
| margem                                                       | ondulada                                                                                                  |
| pétala                                                       | elíptica                                                                                                  |
| lobo lateral labelo                                          | paralelo/tamanho similar ao lobo mediano/piriforme a espatulado/vermelho/avermelhado/laranja/base amarela |
| base                                                         | alongada/atenuada                                                                                         |
| margem                                                       | inteira                                                                                                   |
| distância entre as extremidade dos lobos laterais expandidos | maior que 15 milímetros de comprimento                                                                    |

## Conservação
A espécie faz parte da Lista Vermelha das espécies ameaçadas do estado do Espírito Santo, no sudeste do Brasil. A lista foi publicada em 13 de junho de 2005 por intermédio do decreto estadual nº 1.499-R.

## Distribuição
A espécie é encontrada nos estados brasileiros de Alagoas, Bahia, Ceará, Espírito Santo, Maranhão, Minas Gerais, Paraíba , Pernambuco, Rio Grande do Norte e Sergipe.
Em termos ecológicos, é encontrada nos  domínios fitogeográficos de Caatinga, Cerrado e Mata Atlântica, em regiões com vegetação de caatinga, vegetação de carrasco, floresta estacional decidual, restinga e vegetação sobre afloramentos rochosos.